# Ratpenat de xarretera petit
El ratpenat de xarretera petit (Epomophorus minor) és una espècie de ratpenat de la família dels pteropòdids. Viu a Kenya, Moçambic, Tanzània i Zàmbia. El seu hàbitat natural són els boscos, les sabanes, els matollars, els manglars i els herbassars àrids i semidesèrtics. No hi ha cap amenaça significativa per a la supervivència d'aquesta espècie.